# Douglas A-33
Le Douglas A-33 (Model 8A-5) est un avion d'attaque au sol de la Seconde Guerre mondiale, conçu et développé par la Douglas Aircraft Company, et construit en petite quantité. Il s'agit d'une version améliorée du Northrop A-17, avec un moteur plus puissant et une capacité d'emport accrue. Bien qu'ils soient initialement destiné à l'export, tous les avions produits ont été utilisés par l'United States Army Air Corps de l'armée américaine.